# Slaget vid Schelde
Slaget vid Schelde var en serie av militära operationer av den kanadensiska första armén - bestående av kanadensiska, brittiska och polska trupper - med syfte att öppna upp hamnen i Antwerpen så att den kunde användas för att förse de allierade i nordvästra Europa. Slaget ägde rum i norra Belgien och sydvästra Nederländerna under andra världskriget från den 2 oktober till den 8 november 1944.
I september 1944 hade det blivit angeläget för de allierade att säkra båda stränderna av Scheldes mynning för att öppna hamnen i Antwerpen för allierad sjöfart, vilket skulle lättna de logistiska bördorna på sina försörjningslinjer som sträckte sig hundratals kilometer från Normandie österut till Siegfriedlinjen. Eftersom de allierade styrkorna hade landstigit i Normandie (Frankrike) under Dagen-D den 6 juni 1944, hade den brittiska andra armén ryckt fram in i Beneluxländerna och erövrade Bryssel och Antwerpen, den senare med sina hamnar fortfarande intakta. Men offensiven stoppades med den brittiska besittningen av Antwerpen, medan tyskarna fortfarande kontrollerade Scheldes mynning. Man gjorde endast mindre insatser för att blockera hamnen i Antwerpen under september eftersom de flesta av de allierades ansträngda resurser tilldelades till Operation Market Garden, en djärv plan för att i en enda framstöt övervinna Tyskland som inleddes den 17 september. Under tiden kunde tyska styrkor i Schelde bygga försvarsverk och förbereda sig för den kommande offensiven. De första attackerna inträffade den 13 september.
I början av oktober, efter att Operation Market Garden hade misslyckats med stora förluster, skickades de allierade styrkorna ledda av den kanadensiska första armén på uppdraget att sätta Antwerpen under allierad kontroll. Men de väletablerade tyska försvararna iscensatte en effektiv förhalningsåtgärd, under vilken tyskarna svämmade Scheldes mynning och bromsade de allierades offensiv. Efter fem veckors svåra strider lyckades den kanadensiska första armén - understödda av bifogade trupper från flera andra länder (de allra flesta från Storbritannien) - att säkra  Schelde efter många amfibiska anfall, passering av hinder och kostsamma angrepp över öppen mark. Både land och vatten minerades, och tyskarna försvarade sin reträttlinje med artilleri och krypskyttar.
De allierade säkrade till slut hamnområdena den 8 november till en kostnad av 12 873 allierade förluster, där hälften av dem var kanadensare. När de tyska försvararna inte längre betraktades som ett hot dröjde det ytterligare tre veckor innan det första allierade fartyget kunde transportera förnödenheter i Antwerpen (29 november 1944) på grund av hamnarnas minröjning.